# Istruzione in Finlandia

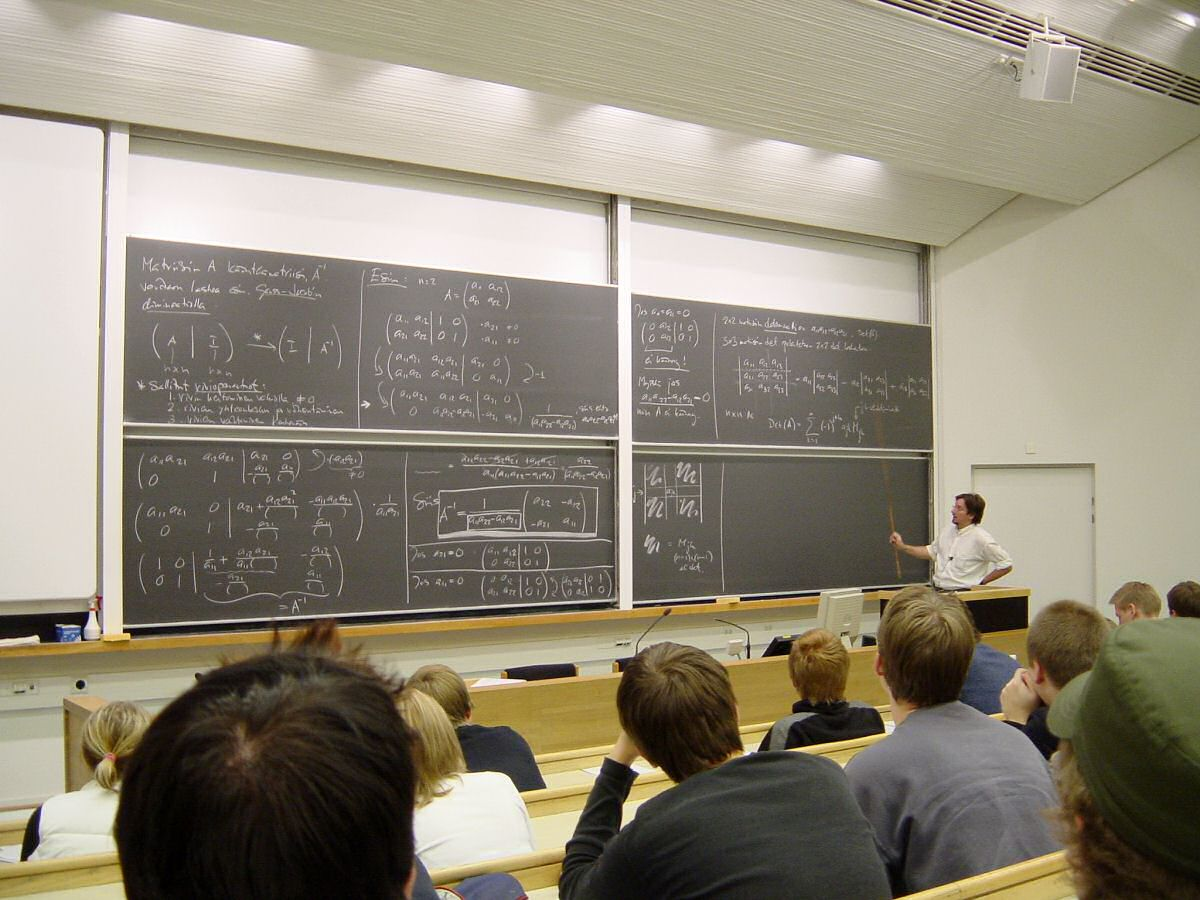
Lezione di matematica presso il Politecnico di Helsinki

Il sistema scolastico finlandese è un sistema egualitario senza tasse di accesso e con servizio di pasti gratuiti offerto agli studenti a tempo pieno.
Il sistema educativo finlandese, ben finanziato e attentamente studiato, può essere riassunto in cinque punti:
1. programmi forniti da centri diurni per neonati e bambini e un anno di "pre-scuola" (o scuola materna per i bambini di sei anni);
2. una scuola primaria generale obbligatoria di nove anni (a partire dall'età di sette anni fino al compimento dei sedici anni);
3. una scuola secondaria superiore (solitamente della durata di tre anni) che presenta due indirizzi: uno generico per il proseguimento degli studi e uno professionale per l'inserimento nel mondo del lavoro;
4. l'istruzione terziaria superiore viene offerta da Università e Politecnici;
5. infine, importanti sono anche le istituzioni per l'istruzione permanente e continua degli adulti.

La strategia finlandese per il raggiungimento dell'uguaglianza e dell'eccellenza nel campo dell'istruzione è stata basata sulla costruzione di un adeguato sistema di finanziamento pubblico di una scuola generale, senza selezione e monitoraggio degli studenti durante la loro formazione di base comune. La diffusione sul territorio delle scuole e la fornitura gratuita di mezzi pubblici per gli studenti delle zone rurali è stata parte integrante di questa strategia inclusiva.
L'Education Index, pubblicato dall'Indice di sviluppo umano dell'ONU nel 2008 e basato sui dati del 2006, dava alla Finlandia il punteggio di 0.993, il punteggio più alto al mondo insieme a Danimarca, Australia e Nuova Zelanda.

## Disponibilità ad apprendere: l'importanza della qualità nell'educazione della prima infanzia attraverso il gioco

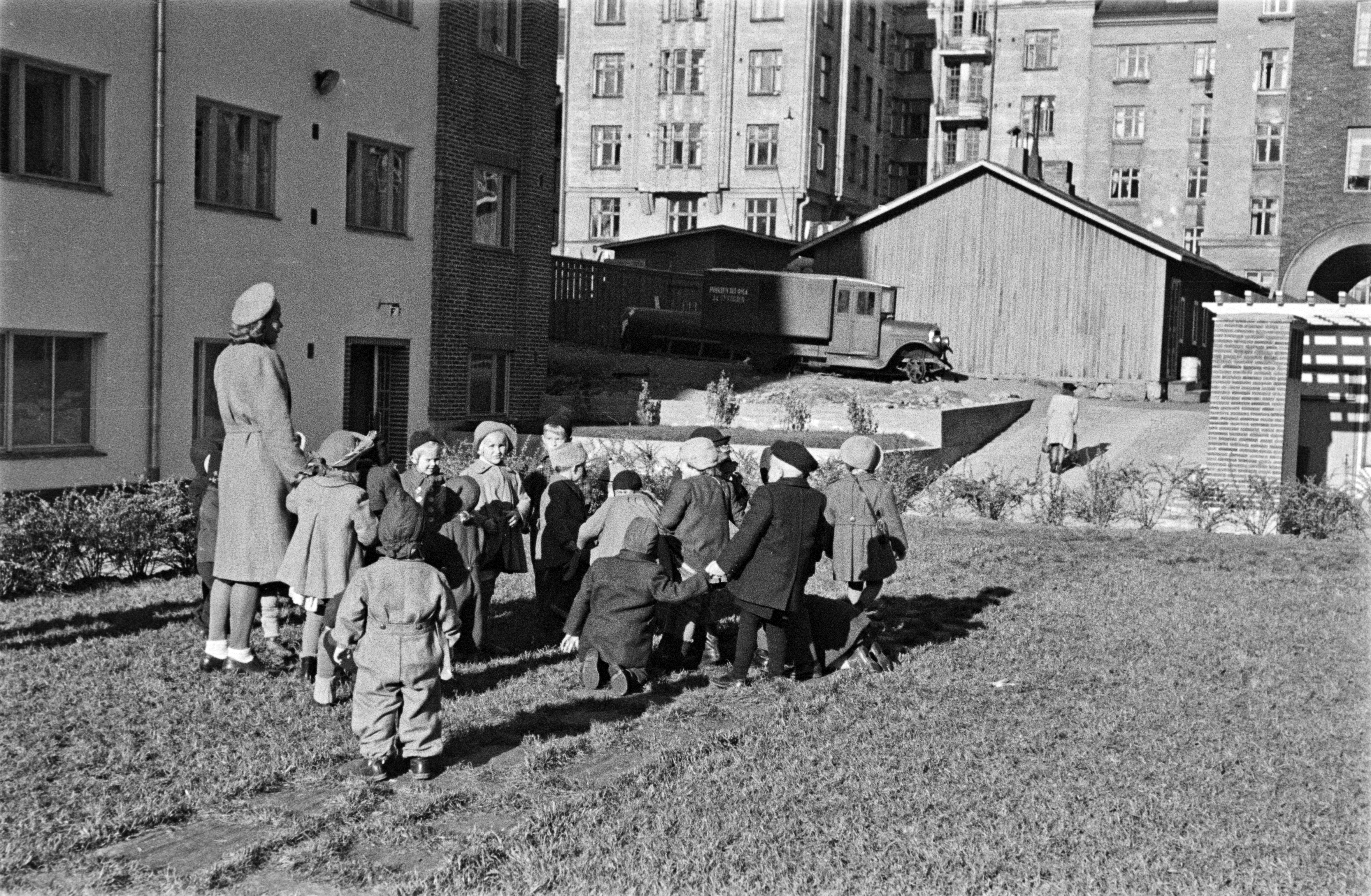
Bambini dell'asilo nido di Elannon, 1946

In Finlandia l'asilo nido e le scuole materne sono considerati fondamentali per lo sviluppo della cooperazione e delle abilità comunicative necessarie per preparare i bambini alla formazione continua, così come all'apprendimento formale di lettura e di matematica, in modo da non perturbare la loro infanzia. L'educazione finlandese nella prima infanzia sottolinea il rispetto per l'individualità di ogni bambino e la possibilità per ogni bambino di svilupparsi come una persona unica. Gli educatori finlandesi guidano anche i bambini nello sviluppo delle competenze sociali e d'interazione, incoraggiandoli a prestare attenzione ai bisogni e agli interessi degli altri e avere un atteggiamento positivo verso le altre persone, le altre culture, e gli ambienti diversi. Lo scopo è rendere i bambini progressivamente "indipendenti", consapevoli di loro stessi, della loro età, del loro sviluppo progressivo.
Per promuovere una cultura della lettura, i genitori di neonati sono forniti di tre libri, uno per la madre, uno per il padre, e un terzo per bambini, da leggere al bambino come parte del "pacchetto maternità". L'educazione è vista infatti come uno sforzo cooperativo tra i genitori e la società per preparare i bambini fisicamente (mangiare correttamente, igiene corporale, vivere in un ambiente sano e pulito) e mentalmente (comunicazione, consapevolezza sociale, empatia e riflessione su di sé) prima di iniziare l'apprendimento più formale all'età di sette anni. L'idea è che prima dei sette anni i bambini apprendano meglio attraverso il gioco, così che nel momento in cui finalmente andranno a scuola essi saranno desiderosi di iniziare ad imparare.
Dal 1990 la Finlandia ha reso universale l'accesso ad asili nido e scuole materne (il costo varia in base al reddito: da 0 a 200 euro al mese) e ne ha finanziato la diffusione su tutto il territorio nazionale. Queste istituzioni (pubbliche o convenzionate) offrono il lavoro di tre adulti (un insegnante e due infermieri) ogni 12 bambini sotto i tre anni e/o ogni 20 bambini tra i tre e i sette anni.
Il pensiero pedagogico alla base delle scuole dell'infanzia finlandesi è "imparare ad imparare".

## Insegnanti
Gli insegnanti, sia della scuola primaria, sia della secondaria, devono prima di tutto essere laureati. L'insegnamento è una professione rispettata nel paese e l'accesso ai programmi universitari per la formazione dei docenti è altamente richiesto e competitivo. Al candidato si richiedono ottimi voti nella scuola superiore e nei test d'ingresso. Altrettanto elevati sono gli standard durante il percorso universitario. Soltanto il 10% dei candidati a certi programmi di studio vede la sua domanda accettata. A questo consegue che i salari e la sua rispettabilità della professione siano molto superiori alla maggior parte dei paesi dell'OCSE.

## Media
Nel 2011 il documentarista Bob Compton e il ricercatore di Harvard, Tony Wagner, hanno condotto una ricerca sul sistema scolastico finlandese e le ragioni della sua eccellenza. Il risultato della loro ricerca è il film "The Finland Phenomenon: Inside the World's Most Surprising School System".